# Shawn Michaels
Michael Shawn Hickenbottom (* 22. Juli 1965 in Chandler, Arizona) ist ein ehemaliger US-amerikanischer Wrestler und Schauspieler. Er ist besser unter seinem Ringnamen Shawn Michaels bekannt. Michaels größter Erfolg waren der dreifache Erhalt des WWE Championship Titels.

## Biografie

### Anfänge
Hickenbottom begann 1984 als Shawn Michaels seine Karriere im NWA Territorium Mid-South und in der texanischen Promotion Texas All-Star Wrestling. Kurze Zeit später begegnete er Marty Jannetty und bildete mit diesem fortan ein Tag Team.
In der American Wrestling Association erhielten sie unter dem Namen The Midnight Rockers den dortigen World Tag Team Titel. 1987 konnten sie einen Vertrag mit der World Wrestling Federation unterschreiben. Nach nur zwei Wochen wurden sie wegen eines Fehlverhaltens aber wieder entlassen und kehrten zur AWA zurück.

### World Wrestling Federation/Entertainment

#### Erster Run in der WWF und Verletzungspause (1988–1998)

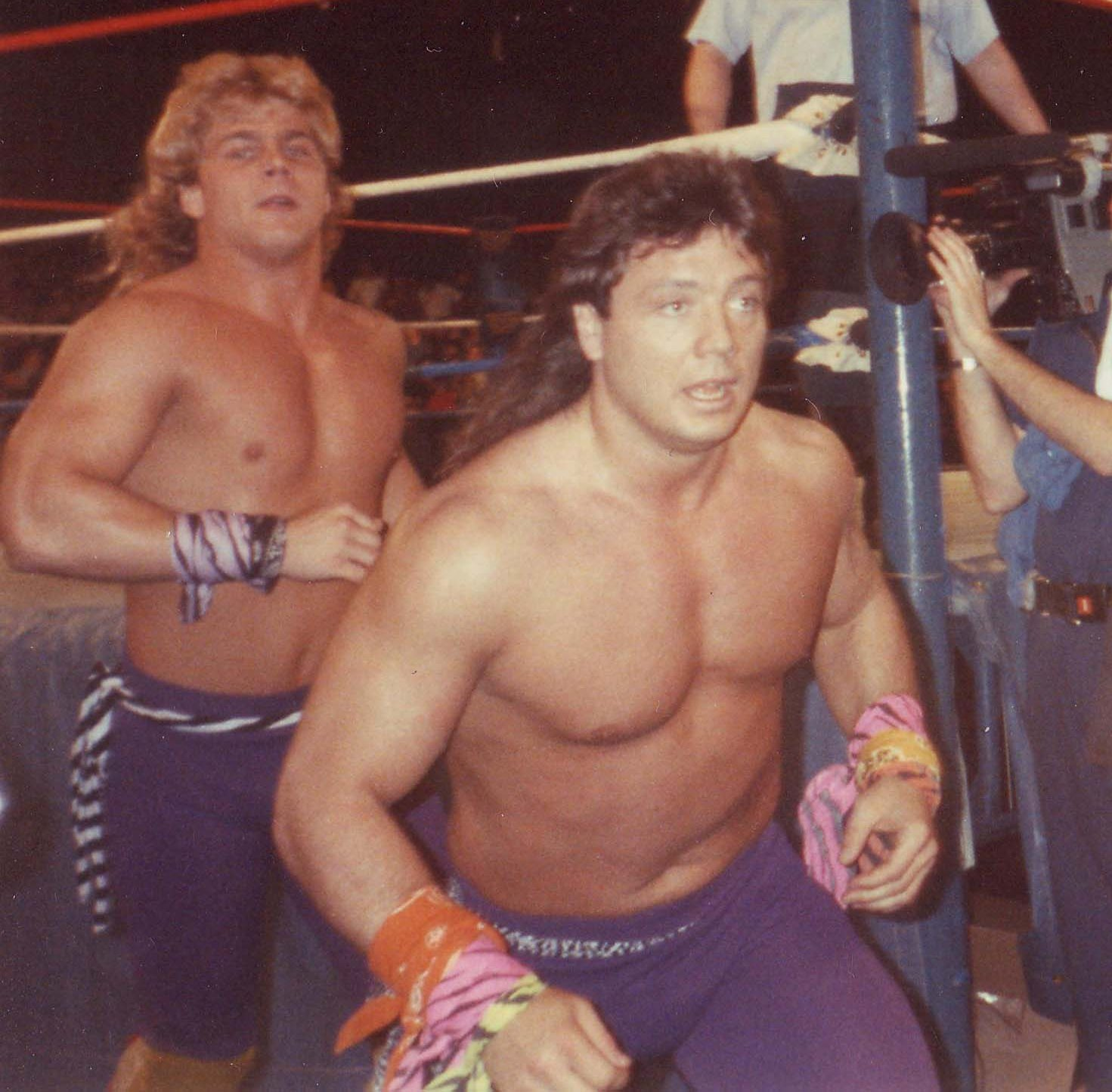
Michaels (links) und Marty Jannetty als The Rockers in den späten 1980er Jahren

1988 erhielten sie eine erneute Chance in der World Wrestling Federation, diesmal unter dem Namen The Rockers. Sie durften im Jahre 1990 gegen die Hart Foundation den WWF-Tag-Team-Titel erringen. Der Titelgewinn wurde jedoch nie im Fernsehen ausgestrahlt und auch nicht offiziell erwähnt. 1992 wurde das Team getrennt, und Hickenbottom begann eine Karriere als Einzelwrestler. Im Laufe der Zeit konnte er sich infolge zahlreicher Turns zu einem der beliebtesten, aber teilweise auch meistgehassten, Wrestler der 1990er- und 2000er-Jahre entwickeln.

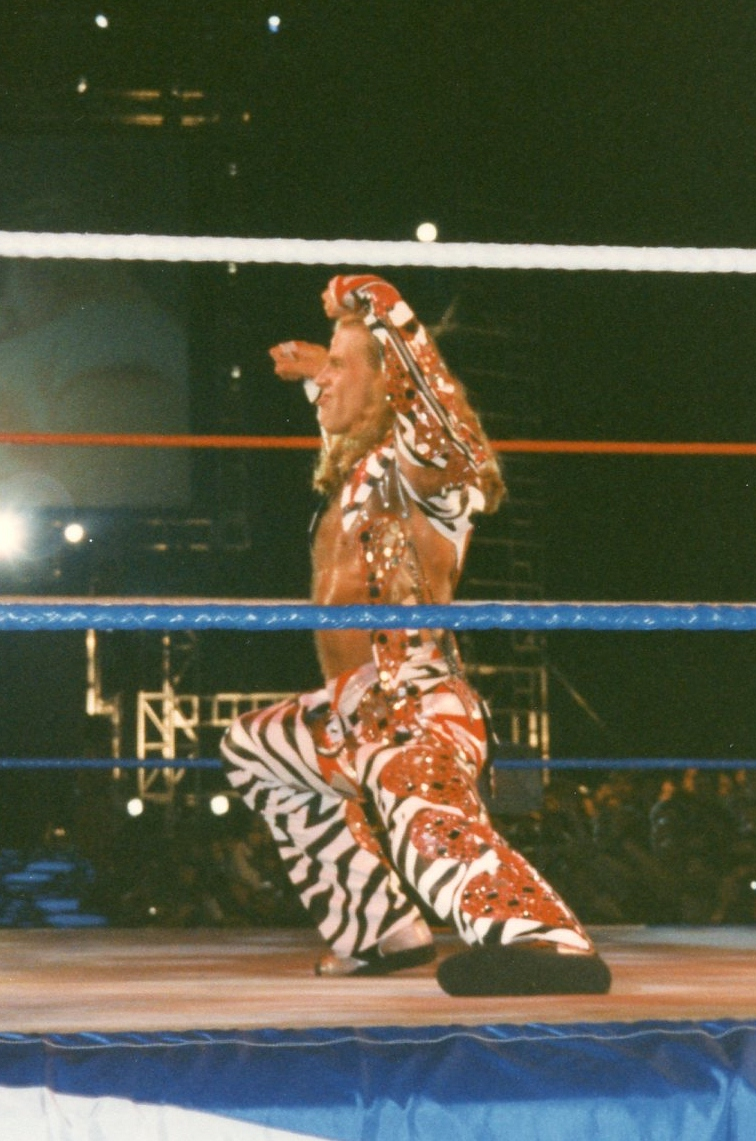
Michaels während einer WWF show in Birmingham, England in den 1990er Jahren

Mit den befreundeten Wrestlingkollegen Kevin Nash (der unter dem Ringnamen Diesel zunächst als Hickenbottoms Bodyguard fungierte), Scott Hall, Sean Waltman und Paul Levesque bildete er Mitte der 1990er Jahre die sogenannte Kliq innerhalb der WWF. Diese Gruppierung besaß zeitweilig einen großen Einfluss auf das Booking einzelner Matches. Hickenbottom war lange Zeit für sein großes Ego berüchtigt. Von den zehn Titeln, die er in den 1990er Jahren in der WWF hielt, verlor er nur drei durch Niederlagen in „regulären“ Matches. Alle seine Tag Team Championships, zwei seiner Intercontinental Championships, sowie einer seiner WWF World Championships wurden ihm aberkannt, zudem gab er seine European Championship freiwillig an Triple H ab. Dadurch verhinderte Hickenbottom stets, seinem eigenen Status durch eine Niederlage und somit einem klaren Titelverlust eventuell zu schaden. So durfte Hickenbottom 1995 als erster Wrestler ein Royal-Rumble-Match mit der Startnummer 1 gewinnen. Zudem war er im Mai 1996 am sogenannten Curtain Call beteiligt: Nach einer Show im Madison Square Garden umarmten sich die Faces Hickenbottom und Hall sowie die Heels Levesque und Nash und brachen somit Kayfabe, da Nash und Hall zum damaligen Zeitpunkt einen Vertrag mit der WCW unterzeichnet hatten und sich nach ihren letzten WWF-Matches im Ring von ihren Freunden verabschieden wollten.
Hickenbottom ist der erste und bislang einzige Wrestler, der fast nackt in der Zeitschrift Playgirl zu sehen war. Mit Bret Hart verband Hickenbottom eine persönliche Abneigung. Diese gegenseitige Antipathie fand dann im November 1997 beim Montreal Screwjob ihren Höhepunkt. 1997 war Hickenbottom aktiv in den sogenannten Montreal Screwjob verwickelt. Bei diesem Vorfall durfte er entgegen der vorher getroffenen Absprache mit Bret Hart den Champion-Titel der WWF erringen. Zwischen den Jahren von 1998 bis 2002 pausierte Hickenbottom wegen einer schweren Rückenverletzung.

#### Zweiter Run in der WWE und Ende der In-Ring Karriere (2002–2010)

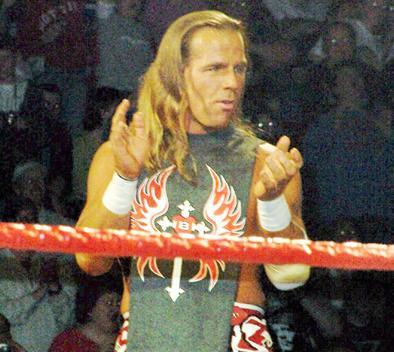
Michaels während einer WWE show in den 2000er Jahren

Im Jahre 2002 wurde er wieder aktiv und wurde zunächst Mitglied der neugegründeten nWo. Nach einer Fehde gegen Triple H ließ man ihn im November den World Heavyweight Championship beim ersten Elimination Chamber-Match gewinnen. Lediglich einen Monat später musste er den Titel an seinen ehemaligen Kollegen Triple H abgeben. Anschließend bestritt Hickenbottom ein Fehdenprogramm mit Chris Jericho. Nach einer Verletzungspause von zwei Monaten, die vor den Kameras durch eine Attacke von Kane begründet wurde, führte man die Fehde gegen Triple H fort. Ab Oktober musste Hickenbottom wegen eines verletzten Meniskus dann erneut pausieren.
Im Januar 2005 kehrte er als Gastringrichter des Elimination Chamber Match bei New Years Revolution zurück, woraus sich eine Fehde gegen Edge entwickelte. Bis zu Wrestlemania 21 bestritt er eine Matchserie gegen Kurt Angle, in die auch kurze Zeit Marty Jannetty und Sherri Martel involviert waren. Es folgte eine Fehde mit Hulk Hogan. Ende 2005 begann für Hickenbottom eine Fehde gegen Shane und Vincent K. McMahon, die sich bis zum April 2006 hinzog. Kurz danach wurde er am Knie verletzt, was ihn wiederum ein weiteres Mal zu einer Pause zwang.
Bei der Zeremonie zur Aufnahme Bret Harts in die Hall of Fame der WWE 2006 kündigte Hart im Vorfeld an, sofort die Halle verlassen zu wollen, sobald er Hickenbottom im Publikum oder Backstage erblicken würde. So verließ Hickenbottom daher das Publikum vor Harts Auftritt und äußerte in Interviews seinen Respekt für seinen ehemaligen Rivalen. Aufgrund der Vertragsverhandlungen Bret Harts mit dem WWE Board of Directors sprachen sich dort auch Hart und Hickenbottom aus. Im Juni 2006 gab es dann die offizielle Rückkehr der D-Generation X, welche zunächst einige Male gegen die McMahons und Big Show antraten.
In einem Fehdenprogramm mit Rated-RKO (Edge und Randy Orton) verletzte sich Triple H am Oberschenkel, weshalb Hickenbottom die nächste Zeit zusammen mit John Cena im Tag Team aktiv war. Er und Cena durften im Januar 2007 zusammen, nach einem Sieg gegen Rated-RKO, die World Tag Team Championship erringen. Es entstand nun eine Fehde zwischen ihm und Cena um die WWE Championship, welche HBK nicht gewinnen durfte. Kurz danach verloren sie ihren Tag-Team-Titel an die Hardys. Es folgte eine längere Verletzungspause.

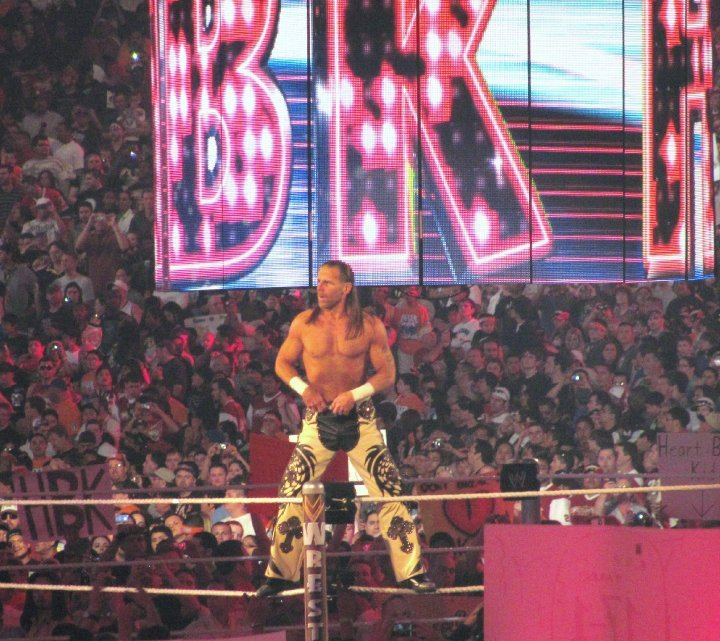
Michaels vor seinem letzten Match bei WrestleMania XXVI 2010

Am 8. Oktober 2007 gab Hickenbottom sein Comeback und begann eine Fehde mit dem damaligen WWE-Champion Randy Orton. Später fehdete er mit Mr. Kennedy. Bei WrestleMania 24 kam es zu einem Match zwischen Hickenbottom und seinem Vorbild und guten Freund Ric Flair. Flair, mittlerweile 59 Jahre alt, musste dieses Match verlieren und seine Karriere in der WWE beenden. Es folgte eine Fehde mit Chris Jericho, die Fehde des Jahres wurde, sowie anschließend mit JBL. Bei WrestleMania 25 beendete er eine Fehde gegen den Undertaker. Am 10. August 2009 wurde bei einer RAW-Ausgabe das Stable der D-Generation X reaktiviert. Am 13. Dezember 2009 durften Hickenbottom und Triple H bei TLC: Tables, Ladders & Chairs ihre Kontrahenten Jeri-Show (Chris Jericho und Big Show) besiegen und wurden neue Unified WWE Tag Team Champions. Am 4. Januar 2010 versöhnten sich Hickenbottom und Bret Hart offiziell durch Handschlag und Umarmung, als Hart seinen ersten Auftritt bei Raw seit seinem Weggang in der WWE hatte. Am 8. Februar 2010 mussten D-Generation X die Titel an ShoMiz (Big Show und The Miz) abgeben. Bei WrestleMania 26 trat Hickenbottom erneut gegen den Undertaker in einem Streak vs. Career Match an. Hickenbottom musste auch dieses Match gegen den Undertaker verlieren und beendete seine Karriere.

#### Aufnahme in die Hall of Fame und vereinzelte Auftritte (seit 2011)
Am 10. Januar 2011 wurde bei RAW bekanntgegeben, dass er bei der WWE Hall of Fame Ceremony Show am 2. April 2011, einen Tag vor WrestleMania 27, in die Hall of Fame aufgenommen wird. Am 1. April 2012 trat Shawn Michaels als Gastringrichter bei Wrestlemania 28 an. Er führte das Hell in a Cell Match zwischen Triple H und dem Undertaker. Am 27. Oktober 2013 übte er wieder die Funktion eines Gastringrichters aus, dieses Mal bei Hell in a Cell, wo er die gleichnamige Matchart zwischen Randy Orton und seinem Schüler Daniel Bryan leitete und sich gegen Bryan stellte.
In der Raw-Episode vom 3. September 2018 promotete Michaels das Match zwischen Triple H und The Undertaker bei Super Show-Down, während dessen er selbst vom Undertaker konfrontiert wurde. Beim Super Show-Down Event besiegte Triple H Undertaker mit Hilfe von Michaels. Nach dem Match wurden Michaels und Triple H von Undertaker und Kane angegriffen. In der Ausgabe von Raw am 8. Oktober gab Michaels bekannt, dass er beim WWE Crown Jewel Event aus dem Ruhestand käme, um mit Triple H gegen die Brothers of Destruction in einem Match anzutreten. Dieses Match gewannen Michaels und Triple H als D-Generation X am 2. November 2018 auch.

### Außerhalb des Wrestling
Michael Shawn Hickenbottom ist in zweiter Ehe mit Rebecca Curci Hickenbottom verheiratet. Sie haben einen Sohn und eine Tochter. Er sieht sich als wiedergeborener Christ, was er auch, nach seiner verletzungsbedingten Pause zwischen 1998 und 2002, bei seinen Auftritten verdeutlicht. Zusammen mit dem ebenfalls sehr christlichen Wrestler Sting trat er bei einer Sendung des religiösen TV-Senders Trinity Broadcasting Network auf.
Hickenbottom besaß eine Wrestlingschule in San Antonio, Texas, welche inzwischen jedoch nicht mehr existiert. In seiner Texas Wrestling Academy wurden unter anderem die Wrestler Brian Kendrick, Paul London, Bryan Danielson und Lance Cade trainiert. Auch sein Cousin Matthew Bentley durchlief dort seine Ausbildung.

## Filmografie
- 1996: Baywatch – Die Rettungsschwimmer von Malibu (Baywatch, Fernsehserie, Folge 7x07)
- 1999: Pacific Blue – Die Strandpolizei (Pacific Blue, Fernsehserie, Folgen 5x03–5x04)
- 2006: South Beach (Fernsehserie, Folge 1x02)
- 2016: The Resurrection of Gavin Stone
- 2017: Pure Country: Pure Heart
- 2018: Avengers of Justice: Farce Wars
- 2018: The Marine 6: Das Todesgeschwader (The Marine 6: Close Quarters)

## Titel und Auszeichnungen

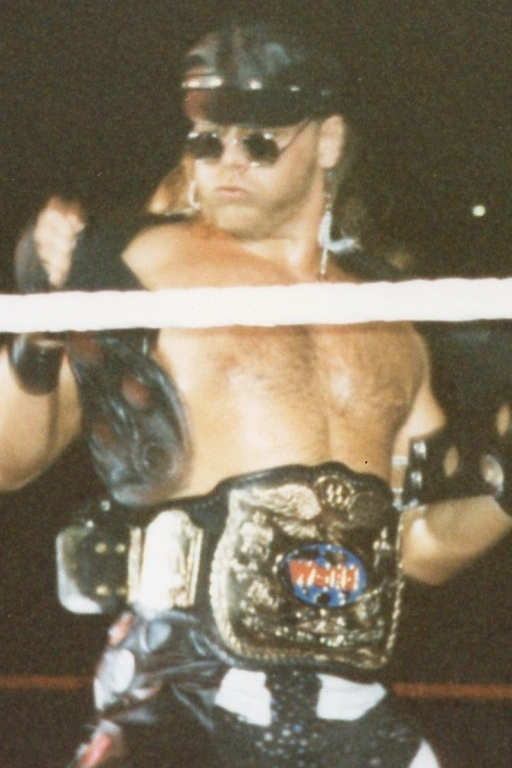
Michaels als WWF World Tag Team Champion in der Wembley Arena 1994

### Titel
- American Wrestling Association
  - 2× AWA World Tag Team Champion mit Marty Jannetty

- Central States Wrestling
  - 1× NWA Central States Tag Team Champion mit Marty Jannetty

- Continental Wrestling Association
  - 2× AWA Southern Tag Team Champion mit Marty Jannetty

- Texas All-Star Wrestling
  - 1× TASW Six-Man Tag Team Champion mit Paul Diamond und DJ Peterson
  - 2× TASW Texas Tag Team Champion mit Paul Diamond

- Texas Wrestling Alliance
  - 1× TWA Heavyweight Champion

- World Wrestling Federation/Entertainment
  - 1× World Heavyweight Champion
  - 5× World Tag Team Champion jeweils 1× mit Steve Austin, John Cena und Triple H und 2× mit Diesel
  - 1× WWE Tag Team Champion mit Triple H
  - 3× WWF Champion
  - 1× WWF European Champion
  - 3× WWF Intercontinental Champion

### Auszeichnungen
- Pro Wrestling Illustrated
  - 1996: Platz 1 der Top 500 Wrestler im PWI 500

- World Wrestling Federation/Entertainment
  - 1995, 1996: 2× Royal Rumble Sieger
  - 2011: Aufnahme in die Hall of Fame
  - 2019: Aufnahme in die Hall of Fame als Mitglied der D-Generation X